# Championnats d'Europe de natation 2010
Navigation
Eindhoven 2008 Debrecen et Eindhoven 2012
La 30e édition des Championnats d'Europe de natation se tient du 4 au 15 août 2010 à Budapest en Hongrie. C'est la quatrième fois que la capitale hongroise accueille l'événement bisannuel organisé par la Ligue européenne de natation après les éditions 1926, 1958 et 2006.
Soixante et une épreuves sont organisées dans quatre disciplines aquatiques : la nage en eau libre, la natation sportive, la natation synchronisée et le plongeon. Si la nage en eau libre se déroule au lac Balaton au large de Balatonfüred, les trois autres disciplines se tiennent à Budapest sur l'île Marguerite au sein du complexe sportif nommé en l'honneur d'Alfréd Hajós, le tout premier champion olympique de natation de l'histoire moderne.
Certains changements dans le déroulement des épreuves de nage en eau libre inaugurés lors des Championnats d'Europe 2008 organisés séparément à Dubrovnik s'appliquent pour la première fois dans le cadre des grands Championnats d'Europe. Auparavant disputé sous la forme d'une course en ligne, le 5 km se nage désormais sous la forme d'un contre-la-montre. De même, apparue en 2008, l'épreuve mixte par équipes sur 5 km est confirmée au programme.
La meilleure nation en natation course lors de ces championnats sera la France, qui devancera de peu la Russie avec 8 titres contre 7.

## Organisation
En l'absence de toute autre candidature officielle, et malgré la proximité temporelle des Championnats d'Europe 2006, le dossier de la capitale hongroise, déposé au dernier moment, est validé par la Ligue européenne de natation qui obtient les garanties financières nécessaires auprès du gouvernement hongrois,. L'annonce de l'attribution de l'organisation à Budapest est faite à l'occasion d'un congrès de la LEN le 27 septembre 2008 à Zurich en Suisse,.
Dix-sept pays membres de l'Union européenne de radio-télévision retransmettent les championnats sur vingt chaînes différentes.

## Délégations
La compétition enregistre un nouveau record de participants avec 969 issus de 43 nations dont 591 en natation sportive, 110 en nage en eau libre, 117 en plongeon et 151 en natation synchronisée.
| - Albanie - Allemagne - Andorre - Autriche - Azerbaïdjan - Belgique - Biélorussie - Bosnie-Herzégovine - Bulgarie - Croatie - Chypre - Danemark - Espagne - Estonie | - Finlande - France - Géorgie - Grèce - Hongrie - Îles Féroé - Irlande - Islande - Israël - Italie - Lettonie - Lituanie - Luxembourg - Norvège - Pays-Bas | - Pologne - Portugal - République tchèque - Roumanie - Royaume-Uni - Russie - Saint-Marin - Serbie - Slovaquie - Slovénie - Suède - Suisse - Turquie - Ukraine |

## Podiums

### Nage en eau libre
Le Trophée des championnats, fondé sur les résultats des deux meilleurs nageurs d'un pays par épreuve en individuel, est décerné à l'Italie (189 points). L'Allemagne, deuxième avec 137 points, et la Russie, troisième avec 130 points, complètent le podium devant la Grèce et la France, quatrièmes ex æquo avec 98 points. Les nageurs italiens, huit fois médaillés, dominent les épreuves bien qu'aucun d'eux ne remporte l'épreuve olympique du 10 km.
Chez les femmes, la victoire revient à la Néerlandaise Linsy Heister, tout juste sacrée au niveau planétaire sur 25 km lors des Championnats du monde 2010 organisés à Roberval deux semaines avant le rendez-vous hongrois. Heister, qui remporte là son premier titre européen, devance au sprint l'Italienne Giorgia Consiglio et l'Allemande Angela Maurer. Six nageuses terminent à moins de dix secondes de la vainqueur dont la Française Aurélie Muller, quatrième à une seconde et un dixième du podium, alors que la Russe Larisa Ilchenko, première championne olympique de la discipline, ne finit que vingtième.
Pour la troisième fois consécutive, l'Allemand Thomas Lurz remporte le 10 km masculin en devançant l'Italien Valerio Cleri de deux secondes et trois dixièmes, et le Russe Evgeny Drattsev de quatre secondes et un dixième. Comme lors des Mondiaux qui précèdent de quelques jours les Championnats d'Europe, la polémique sur l'utilisation de certaines combinaisons est vive. Le vainqueur, défendu de porter une tenue non homologuée à fermeture à glissière mais similaire à d'autres modèles validés — et portés notamment par son concurrent Cleri — lors du rendez-vous planétaire, choisit cette fois de nager en bermuda,.
| Épreuves                          | Or                                                                        | Argent                                                          | Bronze                                                                  |
| Femmes                            | Femmes                                                                    | Femmes                                                          | Femmes                                                                  |
| --------------------------------- | ------------------------------------------------------------------------- | --------------------------------------------------------------- | ----------------------------------------------------------------------- |
| 5 km contre-la-montre             | Ekaterina Seliverstova (RUS) 1 h 2 min 34 s 7                             | Kalliópi Araoúzou (GRE) 1 h 2 min 37 s 3                        | Mariánna Lympertá (GRE) 1 h 2 min 41 s 3                                |
| 10 km                             | Linsy Heister (NED) 2 h 1 min 6 s 7                                       | Giorgia Consiglio (ITA) 2 h 1 min 7 s 6                         | Angela Maurer (GER) 2 h 1 min 8 s 2                                     |
| 25 km                             | Olha Beresnyeva (UKR) 5 h 48 min 10 s 2                                   | Angela Maurer (GER) 5 h 48 min 10 s 3                           | Martina Grimaldi (ITA) 5 h 48 min 30 s 8                                |
| Hommes                            |                                                                           |                                                                 |                                                                         |
| 5 km contre-la-montre             | Luca Ferretti (ITA) 58 min 43 s 4                                         | Simone Ercoli (ITA) 59 min 0 s 5                                | Spyrídon Yanniótis (GRE) Simone Ruffini (ITA) 59 min 15 s 9             |
| 10 km                             | Thomas Lurz (GER) 1 h 54 min 22 s 5                                       | Valerio Cleri (ITA) 1 h 54 min 24 s 8                           | Evgeny Drattsev (RUS) 1 h 54 min 26 s 6                                 |
| 25 km                             | Valerio Cleri (ITA) 5 h 16 min 38 s 3                                     | Bertrand Venturi (FRA) 5 h 16 min 54 s 7                        | Joanes Hedel (FRA) 5 h 18 min 57 s 6                                    |
| Mixte                             |                                                                           |                                                                 |                                                                         |
| 5 km par équipes contre-la-montre | Grèce Spyrídon Yanniótis Antónios Fokaïdis Kalliópi Araoúzou 59 min 3 s 0 | Italie Simone Ercoli Simone Ruffini Rachele Bruni 59 min 55 s 6 | Russie Sergueï Bolchakov Daniil Serebrennikov Anna Guseva 59 min 59 s 5 |

### Natation sportive

#### Femmes
| Épreuves               | Or | Argent | Bronze |
| Nage libre             | Nage libre | Nage libre | Nage libre |
| ---------------------- | --- | --- | --- |
| 50 m                   | Therese Alshammar (SWE) 24 s 45 | Hinkelien Schreuder (NED) 24 s 66 | Francesca Halsall (GBR) 24 s 67 |
| 100 m                  | Francesca Halsall (GBR) 53 s 58 | Aliaksandra Herasimenia (BLR) 53 s 82 | Femke Heemskerk (NED) 54 s 12 |
| 200 m                  | Federica Pellegrini (ITA) 1 min 55 s 45 (RC) | Silke Lippok (GER) 1 min 56 s 98 | Ágnes Mutina (HUN) 1 min 57 s 12 |
| 400 m                  | Rebecca Adlington (GBR) 4 min 04 s 55 | Ophélie-Cyrielle Étienne (FRA) 4 min 05 s 40 | Lotte Friis (DEN) 4 min 07 s 10 |
| 800 m                  | Lotte Friis (DEN) 8 min 23 s 27 | Ophélie-Cyrielle Étienne (FRA) 8 min 24 s 00 | Federica Pellegrini (ITA) 8 min 24 s 99 |
| 1500 m                 | Lotte Friis (DEN) 15 min 59 s 13 | Grainne Murphy (IRL) 16 min 2 s 29 | Erika Villaécija García (ESP) 16 min 5 s 08 |
| Dos                    | | | |
| 50 m                   | Aliaksandra Herasimenia (BLR) 27 s 64 (RC) | Daniela Samulski (GER) 27 s 99 | Mercedes Peris Minguet (ESP) 28 s 01 |
| 100 m                  | Gemma Spofforth (GBR) 59 s 80 | Elizabeth Simmonds (GBR) 1 min 0 s 19 | Jenny Mensing (GER) 1 min 0 s 72 |
| 200 m                  | Elizabeth Simmonds (GBR) 2 min 7 s 04 | Gemma Spofforth (GBR) 2 min 8 s 25 | Duane da Rocha (ESP) 2 min 10 s 46 |
| Brasse                 | | | |
| 50 m                   | Yuliya Efimova (RUS) 30 s 29 (RC) | Kate Haywood (GBR) 31 s 12 | Jennie Johansson (SWE) 31 s 24 |
| 100 m                  | Yuliya Efimova (RUS) 1 min 6 s 32 (RC) | Rikke Møller Pedersen (DEN) Jennie Johansson (SWE) 1 min 7 s 36                                                                                               | — |
| 200 m                  | Anastasia Chaun (RUS) 2 min 23 s 50 (RC) | Sara Nordenstam (NOR) 2 min 24 s 42 | Rikke Møller Pedersen (DEN) 2 min 24 s 99 |
| Papillon               | | | |
| 50 m                   | Therese Alshammar (SWE) 25 s 63 | Jeanette Ottesen (DEN) 25 s 69 | Mélanie Henique (FRA) 26 s 09 |
| 100 m                  | Sarah Sjöström (SWE) 57 s 32 | Francesca Halsall (GBR) 57 s 40 | Therese Alshammar (SWE) 57 s 80 |
| 200 m                  | Katinka Hosszú (HUN) 2 min 06 s 71 | Zsuzsanna Jakabos (HUN) 2 min 07 s 06 | Ellen Gandy (GBR) 2 min 07 s 54 |
| Quatre nages           | | | |
| 200 m                  | Katinka Hosszú (HUN) 2 min 10 s 09 (RC) | Evelyn Verrasztó (HUN) 2 min 10 s 10 | Hannah Miley (GBR) 2 min 10 s 89 |
| 400 m                  | Hannah Miley (GBR) 4 min 33 s 09 (RC) | Katinka Hosszú (HUN) 4 min 36 s 43 | Zsuzsanna Jakabos (HUN) 4 min 37 s 92 |
| Relais                 | | | |
| 4 × 100 m nage libre   | Allemagne Daniela Samulski (54 s 91) Silke Lippok (53 s 78) Lisa Vitting (55 s 06) Daniela Schreiber (53 s 97) 3 min 37 s 72 Dorothea Brandt                                     | Royaume-Uni Amy Smith (54 s 48) Francesca Halsall (53 s 05) Jessica Sylvester (55 s 36) Joanne Jackson (55 s 68) 3 min 38 s 57                                | Suède Josefin Lillhage (55 s 01) Therese Alshammar (54 s 09) Sarah Sjöström (53 s 77) Gabriella Fagundez (55 s 94) 3 min 38 s 81 Nathalie Lindborg Petra Granlund |
| 4 × 200 m nage libre   | Hongrie Ágnes Mutina (1 min 57 s 24) Eszter Dara (1 min 59 s 88) Katinka Hosszú (1 min 58 s 60) Evelyn Verrasztó (1 min 56 s 77) 7 min 52 s 49                                   | France Coralie Balmy (1 min 58 s 53) Ophélie-Cyrielle Étienne (1 min 57 s 21) Margaux Farrell (2 min 0 s 04) Camille Muffat (1 min 56 s 91) 7 min 52 s 69     | Royaume-Uni Rebecca Adlington (2 min 0 s 29) Jazmin Carlin (1 min 57 s 85) Hannah Miley (1 min 58 s 90) Joanne Jackson (1 min 58 s 25) 7 min 55 s 29              |
| 4 × 100 m quatre nages | Royaume-Uni Gemma Spofforth (1 min 00 s 39) Kate Haywood (1 min 07 s 50) Francesca Halsall (57 s 46) Amy Smith (54 s 37) 3 min 59 s 72 Elizabeth Simmonds Stacey Tadd Jemma Lowe | Suède Henriette Stenkvist (1 min 01 s 96) Joline Hoestman (1 min 07 s 69) Therese Alshammar (57 s 80) Sarah Sjöström (53 s 73) 4 min 01 s 18 Josefin Lillhage | Allemagne Jenny Mensing (1 min 01 s 76) Caroline Ruhnau (1 min 08 s 06) Daniela Samulski (59 s 26) Silke Lippok (53 s 97) 4 min 03 s 22                           |

#### Hommes
| Épreuves               | Or | Argent | Bronze |
| Nage libre             | Nage libre | Nage libre | Nage libre |
| ---------------------- | --- | --- | --- |
| 50 m                   | Frédérick Bousquet (FRA) 21 s 49 | Stefan Nystrand (SWE) 21 s 69 | Fabien Gilot (FRA) 21 s 76 |
| 100 m                  | Alain Bernard (FRA) 48 s 49 | Evgeny Lagunov (RUS) 48 s 52 | William Meynard (FRA) 48 s 56 |
| 200 m                  | Paul Biedermann (GER) 1 min 46 s 06 | Nikita Lobintsev (RUS) 1 min 46 s 51 | Sebastiaan Verschuren (NED) 1 min 46 s 91 |
| 400 m                  | Yannick Agnel (FRA) 3 min 46 s 17 | Paul Biedermann (GER) 3 min 46 s 30 | Gergő Kis (HUN) 3 min 48 s 14 |
| 800 m                  | Sébastien Rouault (FRA) 7 min 48 s 28 (RC) | Christian Kubusch (GER) 7 min 49 s 12 | Samuel Pizzetti (ITA) 7 min 49 s 94 |
| 1 500 m                | Sébastien Rouault (FRA) 14 min 55 s 17 | Pál Joensen (FRO) 14 min 56 s 90 | Samuel Pizzetti (ITA) 14 min 59 s 76 |
| Dos                    | | | |
| 50 m                   | Camille Lacourt (FRA) 24 s 07 (RC) | Liam Tancock (GBR) 24 s 70 | Guy Barnea (ISR) 25 s 04 |
| 100 m                  | Camille Lacourt (FRA) 52 s 11 (RE, RC) | Jérémy Stravius (FRA) 53 s 44 | Liam Tancock (GBR) 53 s 86 |
| 200 m                  | Stanislav Donets (RUS) 1 min 57 s 18 | Markus Rogan (AUT) 1 min 57 s 31 | Benjamin Stasiulis (FRA) 1 min 57 s 37 |
| Brasse                 | | | |
| 50 m                   | Fabio Scozzoli (ITA) 27 s 38 | Dragos Agache (ROU) 27 s 47 | Lennart Stekelenburg (NED) 27 s 51 |
| 100 m                  | Alexander Dale Oen (NOR) 59 s 20 (RC) | Hugues Duboscq (FRA) 1 min 0 s 15 | Fabio Scozzoli (ITA) 1 min 0 s 41 |
| 200 m                  | Dániel Gyurta (HUN) 2 min 08 s 95 (RC) | Alexander Dale Oen (NOR) 2 min 09 s 68 | Hugues Duboscq (FRA) 2 min 11 s 03 |
| Papillon               | | | |
| 50 m                   | Rafael Muñoz (ESP) 23 s 17 | Frédérick Bousquet (FRA) 23 s 41 | Yevgeniy Korotyshkin (RUS) 23 s 43 |
| 100 m                  | Yevgeniy Korotyshkin (RUS) 51 s 73 (RC) | Joeri Verlinden (NED) 51 s 82 | Konrad Czerniak (POL) 52 s 16 |
| 200 m                  | Paweł Korzeniowski (POL) 1 min 55 s 00 | Nikolay Skvortsov (RUS) 1 min 56 s 13 | Ioánnis Drymonákos (GRE) 1 min 57 s 10 |
| Quatre nages           | | | |
| 200 m                  | László Cseh (HUN) 1 min 57 s 73 (RC) | Markus Rogan (AUT) 1 min 58 s 03 | Joe Roebuck (GBR) 1 min 59 s 46 |
| 400 m                  | László Cseh (HUN) 4 min 10 s 95 | Dávid Verrasztó (HUN) 4 min 12 s 96 | Gal Nevo (ISR) 4 min 15 s 10 |
| Relais                 | | | |
| 4 × 100 m nage libre   | Russie Evgeny Lagunov (48 s 23) Andrey Grechin (48 s 38) Nikita Lobintsev (47 s 98) Danila Izotov (47 s 87) 3 min 12 s 46 (RC) Sergey Fesikov Alexander Sukhorukov                             | France Fabien Gilot (48 s 47) Yannick Agnel (48 s 23) William Meynard (47 s 89) Alain Bernard (48 s 70) 3 min 13 s 29 Amaury Leveaux Boris Steimetz                                          | Suède Stefan Nystrand (49 s 24) Lars Frölander (48 s 34) Robin Andreasson (49 s 18) Jonas Persson (48 s 31) 3 min 15 s 07                                        |
| 4 × 200 m nage libre   | Russie Nikita Lobintsev (1 min 45 s 93) Danila Izotov (1 min 45 s 74) Sergey Perunin (1 min 47 s 98) Alexander Sukhorukov (1 min 47 s 06) 7 min 06 s 71 (RC) Mikhail Polishchuk Evgeny Lagunov | Allemagne Paul Biedermann (1 min 45 s 47) Tim Wallburger (1 min 47 s 55) Robin Backhaus (1 min 48 s 28) Clemens Rapp (1 min 46 s 83) 7 min 08 s 13 Stefan Herbst                             | France Yannick Agnel (1 min 45 s 83) Clément Lefert (1 min 48 s 63) Antton Haramboure (1 min 49 s 80) Jérémy Stravius (1 min 45 s 44) 7 min 09 s 70              |
| 4 × 100 m quatre nages | France Camille Lacourt (52 s 46) Hugues Duboscq (59 s 67) Frédérick Bousquet (51 s 84) Fabien Gilot (47 s 35) 3 min 31 s 32 (RC) Jérémy Stravius Clément Lefert William Meynard                | Russie Stanislav Donets (54 s 19) Roman Sloudnov (59 s 97) Evgeny Korotyshkin (51 s 27) Evgeny Lagunov (47 s 86) 3 min 33 s 29 Vitaly Borisov Grigory Falko Nikolay Skvortsov Andrey Grechin | Pays-Bas Nick Driebergen (54 s 48) Lennart Stekelenburg (1 min 00 s 79) Joeri Verlinden (51 s 40) Sebastiaan Verschuren (47 s 32) 3 min 33 s 99 Bastiaan Lijesen |

### Natation synchronisée
Les quatre épreuves au programme rendent le même verdict. La Russie, meilleure nation mondiale, remporte l'ensemble des épreuves en devançant à chaque fois les représentantes de l'Espagne et de l'Ukraine. Alignée dans chaque épreuve, la Russe Natalia Ishchenko remporte quatre médailles d'or, un sans faute qui n'avait plus été réalisé depuis sa compatriote Olga Brusnikina en 1999.
| Épreuves | Or | Argent | Bronze |
| -------- | --- | --- | --- |
| Solo     | Natalia Ishchenko (RUS) 98,900 pts. | Andrea Fuentes (ESP) 96,600 pts. | Lolita Ananasova (UKR) 93,000 pts. |
| Duo      | Russie Natalia Ishchenko Svetlana Romashina 98,700 pts. | Espagne Ona Carbonell Andrea Fuentes 96,700 pts. | Ukraine Daria Iushko Kseniya Sydorenko 93,400 pts. |
| Équipes  | Russie Natalia Ishchenko Elvira Khasyanova Darya Korobova Aleksandra Patskevich Svetlana Romashina Alla Shishkina Anjelika Timanina Aleksandra Zueva 99,000 pts.                                 | Espagne Clara Basiana Alba Cabello Ona Carbonell Margalida Crespí Andrea Fuentes Thais Henríquez Paula Klamburg Cristina Salvador 96,900 pts.                                   | Ukraine Lolita Ananasova Inga Gillyer Olena Grechyknina Juliya Maryanko Oleksandra Sabada Kateryna Sadurska Kseniya Sydorenko Anna Voloshyna 92,800 pts.                               |
| Combiné  | Russie Anastasia Ermakova Natalia Ishchenko Elvira Khasyanova Darya Korobova Olga Kuzhela Aleksandra Patskevich Svetlana Romashina Alla Shishkina Anjelika Timanina Aleksandra Zueva 98,300 pts. | Espagne Clara Basiana Alba Cabello Ona Carbonell Margalida Crespí Andrea Fuentes Thais Henríquez Paula Klamburg Irene Montrucchio Irina Rodriguez Cristina Salvador 97,000 pts. | Ukraine Lolita Ananasova Inga Gillyer Olena Grechyknina Daria Iushko Olga Knodrashova Juliya Maryanko Oleksandra Sabada Kateryna Sadurska Kseniya Sydorenko Anna Voloshyna 94,100 pts. |

### Plongeon
Pour la première fois dans l'histoire des championnats d'Europe, une épreuves par équipes est organisée en démonstration — aucun titre ni médaille n'est attribué — afin d'en évaluer l'avenir. Deux plongeurs par pays, un homme et une femme, réalisent chacun trois sauts à 3 et 10 m. Disputée le 9 août, la compétition voit la victoire du duo allemand composé de Christin Steuer et Sascha Klein qui termine avec 398,15 points. En tête avant le dernier saut, l'équipe française composée de Claire Febvay et Matthieu Rosset est finalement troisième après une ultime figure ratée. Les Russes Yulia Koltunova et Ilia Zakharov finissent deuxièmes. Treize équipes ont inauguré cette première épreuve par équipes.

#### Femmes
| Épreuves               | Or                                                     | Argent                                               | Bronze                                                      |
| Épreuves individuelles | Épreuves individuelles                                 | Épreuves individuelles                               | Épreuves individuelles                                      |
| ---------------------- | ------------------------------------------------------ | ---------------------------------------------------- | ----------------------------------------------------------- |
| Tremplin à 1 m         | Tania Cagnotto (ITA) 299,70 pts.                       | Anna Lindberg (SWE) 293,70 pts.                      | Anastasia Pozdnyakova (RUS) 282,65 pts.                     |
| Tremplin à 3 m         | Nadezhda Bazhina (RUS) 324,10 pts.                     | Anastasia Pozdniakova (RUS) 316,40 pts.              | Nora Barta (HUN) 291,75 pts.                                |
| Plateforme à 10 m      | Christin Steuer (GER) 354,50 pts.                      | Noemi Batki (ITA) 343,80 pts.                        | Yulia Koltunova (RUS) 340,45 pts.                           |
| Épreuves synchronisées |                                                        |                                                      |                                                             |
| Tremplin à 3 m         | Italie Tania Cagnotto Francesca Dallapé 327,90 pts.    | Ukraine Olena Fedorova Anna Pysmenska 312,00 pts.    | Russie Anastasia Pozdnyakova Svetlana Filippova 307,50 pts. |
| Plateforme à 10 m      | Allemagne Christin Steuer Nora Subschinski 319,68 pts. | Ukraine Iulia Prokopchuk Alina Chaplenko 306,30 pts. | Royaume-Uni Monique Gladding Megan Sylvester 300,66 pts.    |

#### Hommes
| Épreuves               | Or                                                  | Argent                                              | Bronze                                                  |
| Épreuves individuelles | Épreuves individuelles                              | Épreuves individuelles                              | Épreuves individuelles                                  |
| ---------------------- | --------------------------------------------------- | --------------------------------------------------- | ------------------------------------------------------- |
| Tremplin à 1 m         | Illya Kvasha (UKR) 433,90 pts.                      | Patrick Hausding (GER) 430,25 pts.                  | Javier Illana (ESP) 414,35 pts.                         |
| Tremplin à 3 m         | Patrick Hausding (GER) 463,20 pts.                  | Ilia Zakharov (RUS) 458,15 pts.                     | Ievgueni Kouznetsov (RUS) 455,80 pts.                   |
| Plateforme à 10 m      | Sascha Klein (GER) 534,85 pts.                      | Patrick Hausding (GER) 516,45 pts.                  | Vadim Kaptur (BLR) 515,80 pts.                          |
| Épreuves synchronisées |                                                     |                                                     |                                                         |
| Tremplin à 3 m         | Ukraine Illya Kvasha Oleksiy Pryhorov 431,67 pts.   | Allemagne Stephan Feck Patrick Hausding 427,95 pts. | Russie Dmitri Sautin Yury Kunakov 410,43 pts.           |
| Plateforme à 10 m      | Allemagne Sascha Klein Patrick Hausding 478,11 pts. | Russie Victor Minibaev Ilia Zakharov 466,95 pts.    | Biélorussie Timofei Hordeichik Vadim Kaptur 426,03 pts. |

## Tableaux des médailles

### Toutes disciplines
| Rang  | Nation      | Or | Argent | Bronze | Total |
| ----- | ----------- | -- | ------ | ------ | ----- |
| 1     | Russie      | 13 | 7      | 8      | 28    |
| 2     | Allemagne   | 8  | 9      | 3      | 20    |
| 3     | France      | 8  | 8      | 7      | 23    |
| 4     | Royaume-Uni | 6  | 6      | 7      | 19    |
| 5     | Italie      | 6  | 5      | 6      | 17    |
| 6     | Hongrie     | 6  | 4      | 4      | 14    |
| 7     | Suède       | 3  | 4      | 4      | 11    |
| 8     | Ukraine     | 3  | 2      | 4      | 9     |
| 9     | Danemark    | 2  | 2      | 2      | 6     |
| 10    | Espagne     | 1  | 4      | 4      | 9     |
| 11    | Pays-Bas    | 1  | 2      | 4      | 7     |
| 12    | Norvège     | 1  | 2      | 0      | 3     |
| 13    | Grèce       | 1  | 1      | 3      | 5     |
| 14    | Biélorussie | 1  | 1      | 2      | 4     |
| 15    | Pologne     | 1  | 0      | 1      | 2     |
| 16    | Autriche    | 0  | 2      | 0      | 2     |
| 17    | Îles Féroé  | 0  | 1      | 0      | 1     |
| -     | Irlande     | 0  | 1      | 0      | 1     |
| -     | Roumanie    | 0  | 1      | 0      | 1     |
| 20    | Israël      | 0  | 0      | 2      | 2     |
| Total | Total       | 61 | 62     | 61     | 184   |

- Deux médailles de bronze ont été décernées pour le 5 km contre-la-montre hommes.
- Deux médailles d'argent ont été décernées pour le 100 m brasse dames (et aucune en bronze).

### Par discipline
| Rang                           | Nation      | Or | Argent | Bronze | Total |
| ------------------------------ | ----------- | -- | ------ | ------ | ----- |
| 1                              | France      | 8  | 7      | 6      | 21    |
| 2                              | Russie      | 7  | 4      | 1      | 12    |
| 3                              | Royaume-Uni | 6  | 6      | 6      | 18    |
| 4                              | Hongrie     | 6  | 4      | 3      | 13    |
| 5                              | Suède       | 3  | 3      | 4      | 10    |
| Quatorze autres pays médaillés |             |    |        |        |       |
| Total                          | Total       | 40 | 41     | 39     | 120   |

| Rang  | Nation    | Or | Argent | Bronze | Total |
| ----- | --------- | -- | ------ | ------ | ----- |
| 1     | Italie    | 2  | 4      | 2      | 8     |
| 2     | Grèce     | 1  | 1      | 2      | 4     |
| 3     | Allemagne | 1  | 1      | 1      | 3     |
| 4     | Russie    | 1  | 0      | 2      | 3     |
| 5     | Ukraine   | 1  | 0      | 0      | 1     |
| -     | Pays-Bas  | 1  | 0      | 0      | 1     |
| 7     | France    | 0  | 1      | 1      | 2     |
| Total | Total     | 7  | 7      | 8      | 22    |

| Rang  | Nation      | Or | Argent | Bronze | Total |
| ----- | ----------- | -- | ------ | ------ | ----- |
| 1     | Allemagne   | 5  | 3      | 0      | 8     |
| 2     | Ukraine     | 2  | 2      | 0      | 4     |
| 3     | Italie      | 2  | 1      | 0      | 3     |
| 4     | Russie      | 1  | 3      | 5      | 9     |
| 5     | Suède       | 0  | 1      | 0      | 1     |
| 6     | Biélorussie | 0  | 0      | 2      | 2     |
| 7     | Espagne     | 0  | 0      | 1      | 1     |
| -     | Royaume-Uni | 0  | 0      | 1      | 1     |
| -     | Hongrie     | 0  | 0      | 1      | 1     |
| Total | Total       | 10 | 10     | 10     | 30    |

| Rang  | Nation  | Or | Argent | Bronze | Total |
| ----- | ------- | -- | ------ | ------ | ----- |
| 1     | Russie  | 4  | 0      | 0      | 4     |
| 2     | Espagne | 0  | 4      | 0      | 4     |
| 3     | Ukraine | 0  | 0      | 4      | 4     |
| Total | Total   | 4  | 4      | 4      | 12    |